# August 2010
Acest articol este generat integral pe baza informațiilor din articolul 2010 și este actualizat periodic de un robot.
 Editările făcute în articol vor fi șterse la următoarea actualizare! Dacă doriți să faceți modificări, editați articolul-sursă.

ianuarie -
februarie -
martie -
aprilie -
mai -
iunie -
iulie -
august -
septembrie -
octombrie -
noiembrie -
decembrie
August 2010 a fost a opta lună a anului și a început într-o zi de duminică.

## Evenimente

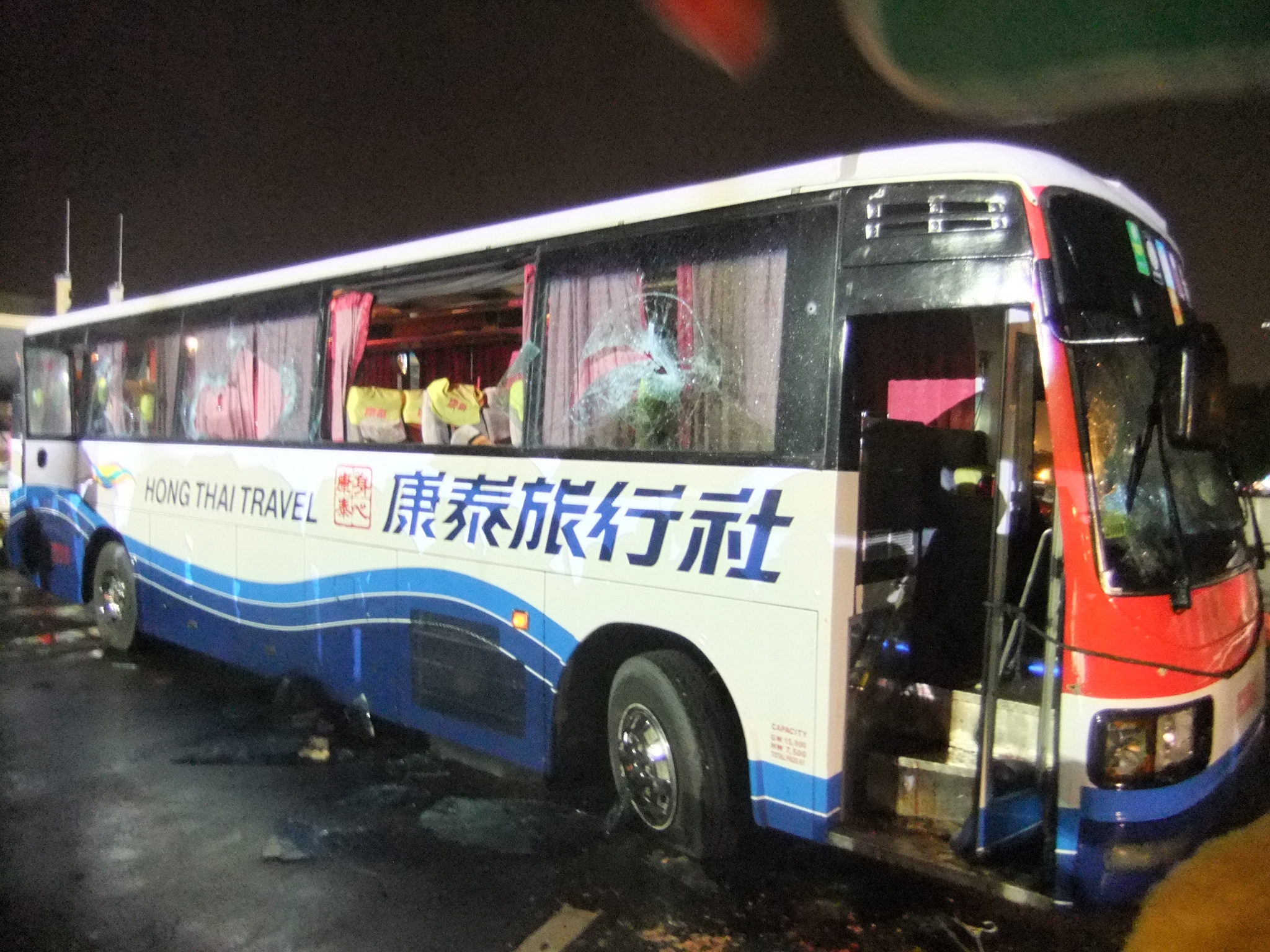
23 august: Ostatici la Manila

- 14-26 august: Inaugurarea Jocurilor Olimpice de Tineret 2010 care s-au desfășurat la Singapore. România a încheiat cu 1 medalie de aur, 4 de argint și 2 de bronz.[1]
- 16 august: În urma unei explozii la secția de Terapie Intensivă a Maternității Giulești, au murit 6 bebeluși iar alți cinci copii sunt în stare gravă.
- 19 august: După circa 7,5 ani de ocupație, ultima unitate combatantă a forțelor militare ale Statelor Unite ale Americii a fost retrasă din Irak, în Kuwait.[2]
- 23 august: Nouă persoane, inclusiv atacatorul, au fost ucise într-un autocar în Manila, Filipine.[3]

## Decese

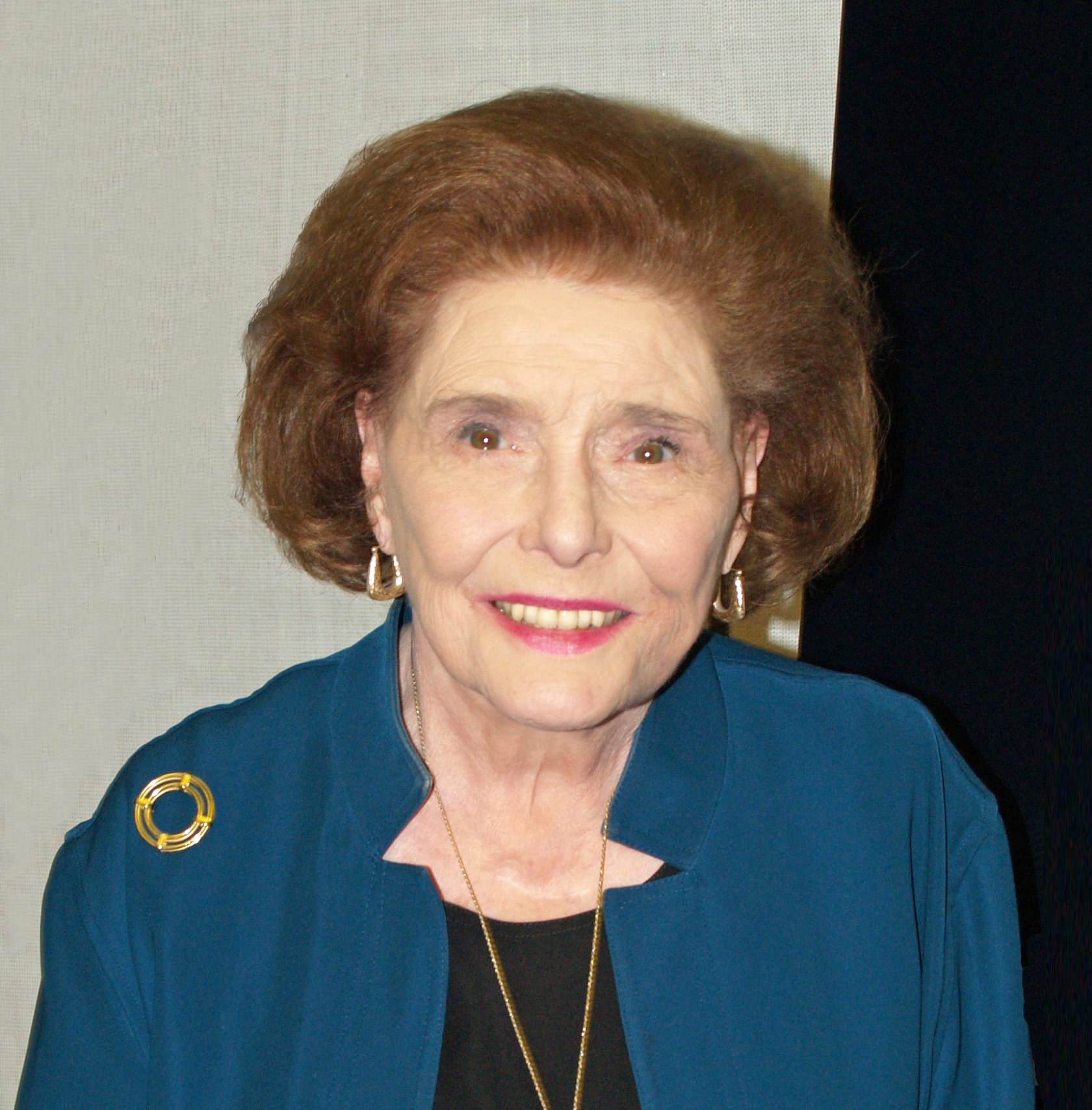
Patricia Neal

- 6 august: Catfish Collins (n. Phelps Collins), 66 ani, muzician american (n. 1944)
- 7 august: Diana Maria Bușoi, 36 ani, politician român (n. 1973)
- 7 august: Bruno Cremer (n. Bruno Jean Marie Crémer), 80 ani, actor francez (n. 1929)
- 8 august: Patricia Neal (n. Patsy Louise Neal), 84 ani, actriță americană (n. 1926)
- 10 august: Árpád Papp, 73 ani, poet, istoric literar, traducător și profesor maghiar (n. 1937)
- 10 august: Árpád Papp, poet, istoric literar, traducător și profesor maghiar (n. 1937)
- 11 august: Alexandru Lincu, 62 ani, scriitor, traducător și caricaturist român (n. 1948)
- 12 august: Grigore Lăpușanu, 72 ani, avocat, politician, diplomat, jurnalist și autor român (n. 1937)
- 13 august: Lance Cade (n. Lance Kurtis McNaught), 29 ani, wrestler american (n. 1981)
- 14 august: Herman Leonard, 87 ani, fotograf american (n. 1923)
- 14 august: Ioan Timiș, 58 ani, deputat român (1990-1996 și 2000-2010), (n. 1951)
- 15 august: Stela Huțan Palade, 89 ani, aviatoare română (n. 1921)
- 16 august: Nicolae Truță, 61 ani, profesor român de arte plastice (n. 1949)
- 17 august: Anatol Codru, 74 ani, regizor de film din R. Moldova (n. 1936)
- 17 august: Francesco Maurizio Cossiga, 82 ani, președinte al Italiei (1985-1992), (n. 1928)
- 17 august: Bill Millin (aka Piper Bill), 86 ani, soldat britanic (n. 1922)
- 18 august: Harold Vincent Connolly, 79 ani, atlet american (n. 1931)
- 18 august: Zoltan David, 78 ani, fotbalist român (n. 1932)
- 18 august: Carlos Hugo de Bourbon-Parma (n. Hugues Marie Sixte Robert Louis Jean Georges Benoît Michel), 80 ani, pretendent carlist la tronul Spaniei (n. 1930)
- 19 august: Iuri Grekov, 72 ani, scriitor și traducător sovietic din R. Moldova de limbă rusă (n. 1938)
- 20 august: Maria Bocșe, 70 ani, etnolog român (n. 1939)
- 20 august: Tiberio Murgia, 81 ani, actor de film, italian (n. 1929)
- 21 august: Gheorghe Apostol, 97 ani, comunist român (n. 1913)
- 21 august: Tudor Drăganu, 97 ani, jurist român, membru de onoare al Academiei Române (n. 1912)
- 21 august: Rodolfo Fogwill, 69 ani, scriitor și sociolog argentinian (n. 1941)
- 23 august: Gheorghe Cercelescu, 72 ani, jurnalist român (n. 1937)
- 24 august: Iurie Bălan, 58 ani, jurnalist din R. Moldova (n. 1951)
- 24 august: Gheorghe Fiat, 80 ani, boxer român (n. 1929)
- 24 august: Constantin Lache, 86 ani, antrenor emerit de handbal, român (n. 1923)
- 24 august: Elena Sereda, 84 ani, actriță română (n. 1926)
- 26 august: Baruțu T. Arghezi, 84 ani, prozator, eseist și publicist român, fiul lui Tudor Arghezi (n. 1925)
- 27 august: Lee Yun-gi, 63 ani, scriitor și traducător sud-coreean (n. 1947)
- 27 august: Aleksandr Monin, 55 ani, cântăreț rus (n. 1954)
- 28 august: Sinan Hasani, 88 ani, președinte al Iugoslaviei (1986-1987), (n. 1922)
- 28 august: Augustinos Andreas Kantiotis, 103 ani, mitropolit grec (n. 1907)
- 28 august: William Benjamin Lenoir, 71 ani, astronaut american (STS-5, Columbia), (n. 1939)
- 30 august: Francisco Varallo (n. Francisco Antonio Varallo), 100 ani, fotbalist argentinian (atacant), (n. 1910)